# Edward Sagendorph Mason
Edward Sagendorph Mason (* 22. Februar 1899 in Clinton, Iowa; † 9. Februar 1992 in Santa Barbara, Kalifornien) war ein US-amerikanischer Wirtschaftswissenschaftler.

## Leben und Werk
Mason graduierte 1919 an der University of Kansas und wechselte dann an das wirtschaftswissenschaftliche Department der Harvard University. Er ging mit einem Rhodes-Stipendium an die Universität Oxford in Großbritannien und kehrte nach Harvard zurück, um im Frühjahr 1925 seinen Ph.D. zu beenden. Seine von Frank William Taussig betreute Dissertation trug den Titel Dumping – A Study of Certain International Trade Practices.
In die American Academy of Arts and Sciences wurde er 1933 aufgenommen. 1936 wurde Mason zum Professor berufen. Von 1947 bis 1958 war er Dekan der Graduate School of Public Administration, heute John F. Kennedy School of Government. Mason arbeitete während des Zweiten Weltkriegs für das Office of Strategic Services. Er war Ökonom bei den Vereinten Nationen und dem Marshallplan sowie als Berater der Weltbank tätig. 1962 war Mason Präsident der American Economic Association.
Sein erstes Buch über die Pariser Kommune (1930) befasste sich mit Geschichte und Wirtschaft des Sozialismus.
Sein Buch Controlling World Trade (1947) war eine der frühen wissenschaftlichen Arbeiten über Kartelle und Rohstoffabkommen.
Mason wurde bekannt für seine Arbeit im Bereich der Industrieökonomik, die er 1962 im Buch The Corporation in Modern Society zusammenfasste. Joe Bain schrieb im Vorwort seines Buchs, Mason habe „zum großen Teil das Gebiet der modernen Industrial Organization geschaffen und entwickelt.“
Dazu befasste er sich mit Entwicklungsökonomik.

## Auszeichnungen
- Medal of Freedom[1]

## Publikationen (Auswahl)
- The Paris Commune: an episode in the history of the Socialist movement. Macmillan, New York 1930.
- Street Railways of Massachusetts: the rise and decline of an industry. Harvard University Press, Cambridge 1932.
- Price and production policies of large-scale enterprise. In: The American Economic Review 29.1, 1939, S. 61–74.
- Controlling World Trade: cartels and commodity agreements. McGraw-Hill, New York 1946.
- Economic concentration and the monopoly problem. Harvard University Press, Cambridge 1957.
- The Corporation in Modern Society. Harvard University Press, Cambridge 1960.
- mit Robert E. Asher: The World Bank Since Bretton Woods. Brookings, Washington 1973, ISBN 0-8157-5492-2.
- mit Robert E. Asher: The Economic and Social Modernization in Korea. Harvard University Press, Cambridge 1980, ISBN 0-674-23175-9.